# Дзигури
Дзигури (груз. ძიგური) — село в Грузии, на территории Абашского муниципалитета края (мхаре) Самегрело-Верхняя Сванетия.

## География
Село находится в западной части Грузии, на правом берегу реки Абаши, на расстоянии приблизительно 4 километров (по прямой) к северо-западу от города Абаша, административного центра муниципалитета. Абсолютная высота — 22 метра над уровнем моря.

## Население
По результатам официальной переписи населения 2014 года в Дзигури проживало 151 человек (70 мужчин и 81 женщина). В национальной структуре населения грузины составляли 100 %.
| Год  | Население, человек |
| ---- | ------------------ |
| 2002 | 275                |
| 2014 | ↘ 151              |